# 建楠路
建楠路（Jiannan Rd.）為高雄市楠梓區的東西向主要市區道路。起端楠梓車站，沿途跨越楠梓溪，末端於楠梓路口，續行興楠路接國道一號楠梓交流道和往大社區。本道路連結楠梓車站與國道一號楠梓交流道。其中楠梓路至鳳楠路之路段屬市道183號
。是楠梓市區往來楠梓車站、國道一號和大社區的重要道路。

## 行經行政區域
- 楠梓區

## 沿線設施
（由西至東）
- 楠梓車站
- 楠梓新路
- 康是美卓越門市
- 麥當勞高雄楠梓店
- 屈臣氏楠梓店
- 肯德基高雄楠梓二餐廳
- 高雄銀行楠梓分行
- 7-Eleven建楠門市
- 丁丁藥局楠梓店
- 鞋全家福楠梓店
- 楠梓聯合婦產科
- 一亨運動用品楠梓分店
- 巨匠電腦楠梓分公司
- 814百貨生鮮超市楠梓店
- EASY SHOP高雄建楠店
- 鳳楠路
- 建楠郵局
- 興楠橋
- 第一銀行楠梓分行
- 欣亞數位3C高雄楠梓店
- 楠梓天后宮
- 黛莉貝爾楠梓店

## 公車資訊
- 港都客運
  - 6 左營南站－萬金路
  - 7 加昌站－樹德科技大學－高雄師範大學燕巢校區
  - 29 左營南站－捷運都會公園站－楠梓區公所
- 南台灣客運
  - 28 加昌站－楠梓區公所－高雄車站（建國路）
  - 紅58A 捷運都會公園站－國立高雄科技大學（第一西校區）
  - 紅58B 捷運都會公園站－國立高雄科技大學（第一西校區）－燕巢區公所
  - 紅60A、B 加昌站－大社－仁武－高鐵左營站
- 高雄客運
  - 8023 建國站－楠梓－旗山北站
  - 8023區間 捷運都會公園站－楠梓－旗山北站
  - 8048 捷運都會公園站－楠梓－鳳山－屏東轉運站
  - 8049 崗山頭－岡山－楠梓－澄清湖－高雄客運鳳山站

## 公共自行車
- 高雄市公共自行車租賃系統：
  - 楠梓車站：建楠路229號(機車停車場旁)